# 马纪龙
马纪龙（1933年11月—），男，中国焊接专家，中国无缝铁轨技术的创始人，曾任铁道部科学院金属化学所研究室主任，副所长，欧美同学会常务副会长。